# Sideroxylon hirtiantherum
Sideroxylon hirtiantherum  es una especie de planta en la familia Sapotaceae. Es un árbol endémico de Guatemala que fue únicamente registrado en el departamento de Petén. Crece en bosque perenne en asociación con Manilkara zapota, y puede alcanzar una altura de 15 m.